# Silnice I/43
Die Silnice I/43 (tschechisch für: „Straße I. Klasse 43“) ist eine tschechische Staatsstraße (Straße I. Klasse).

## Verlauf

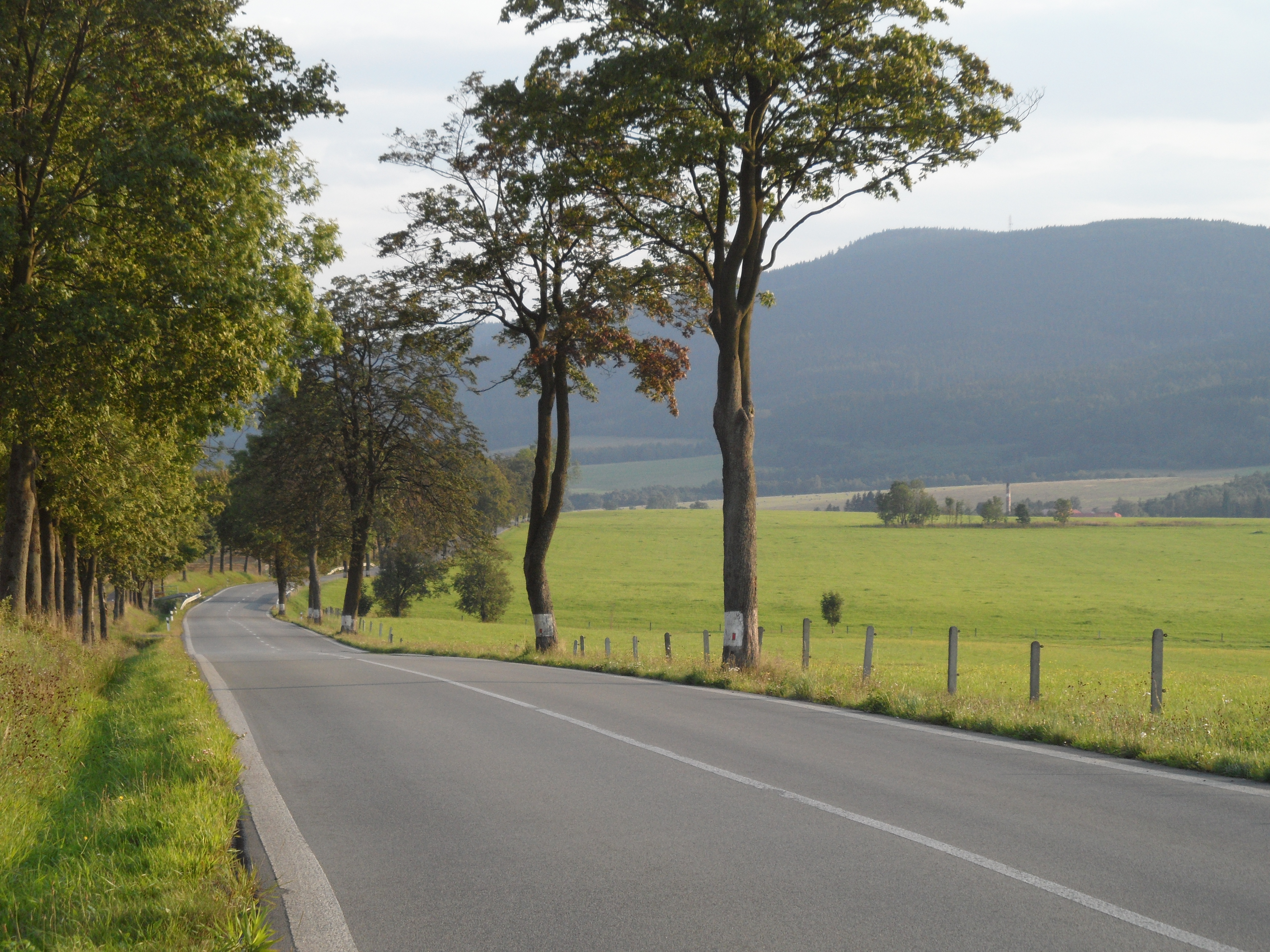
Die Straße bei Dolní Orlice (Nieder Erlitz)

Die Straße zweigt vom Brünner Großen Stadtring (Velký městský okruh) (Silnice I/42) ab und führt zunächst als vierspurige Straße nach Norden, passiert die Stadt Kuřim (Gurein) im Osten, nimmt bei Sebranice u Boskovic (Sebranitz) die Silnice I/19 auf, durchquert Letovice (Lettowitz) und Březová nad Svitavou (Brüsau), kreuzt in Svitavy (Zwittau) die Silnice I/34 und vier Kilometer weiter nördlich die Silnice I/35. Bis hier bildet sie zugleich die Europastraße 461. Bei Anenská Studánka (Königsfeld) zweigt die Silnice I/14 nach Nordwesten ab. Die Silnice I/43 setzt sich über Lanškroun (Landskron) nach Nordosten fort und trifft rund drei Kilometer nach Štíty (Mährisch Schildberg) an der Silnice I/11. Mit dieser verläuft sie über eine Strecke von rund acht Kilometer gemeinsam nach Norden, verlässt sie sodann und führt über Králíky (Grulich) zur polnischen Grenze vor Boboszów (Bobischau). Von dort aus führt die polnische Droga krajowa 33 in Richtung Kłodzko (Glatz) weiter.
Die Länge der Straße beträgt knapp 116 Kilometer. Die Straße teilt mit ihrer starken Verkehrsbelastung vielfach gesamte Ortschaften. Da die Straße überlastet ist, Umgehungsstraßen und Ausbaumaßnahmen kaum möglich sind, soll sie ab 2033 von der weiter östlich verlaufenden Autobahn D 43 die Verkehrsleistungen abgeben.

## Geschichte
Von 1940 bis 1945 bildete die Straße einen Teil der Reichsstraße 116.